# 考岛悬木雀
，又作考艾島懸木雀，是雀形目燕雀科考艾管舌鳥屬下的唯一一種鳥類。這種鳥類是夏威夷考艾島上的特有物種，但受到病媒蚊及其他外來物種的迫害，在2023年時在野外可能僅餘下5隻個體，即將野外絕滅。
考艾管舌鳥是一種灰白色為主的小型雀鳥，主要以昆蟲、幼蟲和蜘蛛等截肢動物為食，其體長約10.9至12.2公分，體重約11.5至17.0公克間。牠們是種群居性鳥類，其繁殖季在1月至7月間，雌鳥負責孵化卵，雄鳥提供食物。當地外來病媒蚊帶來的鳥類瘧疾和雞痘病毒使其數量大幅減少，而其他外來種則摧毀了其棲地及卵，且全球暖化進一步使這些蚊子能擴散到原先較寒冷的高海拔地區從而加劇該現象。因此在《國際自然保護聯盟瀕危物種紅色名錄》中，考艾管舌鳥被列為極危物種。

## 命名與分類
考艾管舌鳥是美國鳥類學家萊昂哈德·赫斯·史丹奈格於1887年描述的物種，他當時新立一屬，並將這個物種指定為該屬的模式種。後史丹奈格發現此一屬名已經被使用於一種昆蟲上，並因此更變屬名為。
雖然在史丹奈格的分類中，這個屬還有其他相似物種被分類於該屬內，但隨著基因分析的發展，其他物種被陸續歸至其他，考艾管舌鳥屬最終成為了一個單型屬，僅下屬考艾管舌鳥一種，且未有任何亞種。而與其有最相近關係的物種則有多種說法，包含黃嘴管舌鳥屬的物種或是夏威夷悬木雀，但後者僅是型態相似，基因上關係較遠。:622, 638
屬名來自古希臘語中的（羅馬化：oros，意為「山」）和（羅馬化：mustēs，意為「神秘的、初學者」）組成。:283種小名則用以追悼於1887年逝世的美國博物學家斯賓塞·富勒頓·貝爾德。:66

## 形態描述
考岛悬木雀的體長約10.9—12.2公分間，體重約11.5—17.0公克間。其鳥喙寬平均約4.0公釐、深平均約5.2公釐、嘴峰長平均約16.8公釐，翼長平均約67.2公釐；跗蹠平均長約20.1公釐，尾長平均約45.8公釐。
這個物種是一種小型的灰白色雀鳥。:651成鳥全身為暗灰色至橄欖色，喉、胸、腹部和尾下覆羽為白色至淡黃色。眼睛虹膜深褐色、短而略下彎的喙和腿腳處呈粉紅色；尾巴方短。:651雌雄同形而無法區別。:651幼鳥與成鳥相似，但幼鳥的眼睛周圍有一圈較寬的白色斑塊，形狀類似於眼鏡；另有時在翅膀上會有淡色斑紋。:651
其外觀容易與其他當地森林鳥類區分開來，僅可能同樣體色偏灰的考岛蚋鹟有可能錯認，但考岛蚋鹟具有明顯的白色臀部、尾部及翅膀斑塊。

## 棲息與分佈

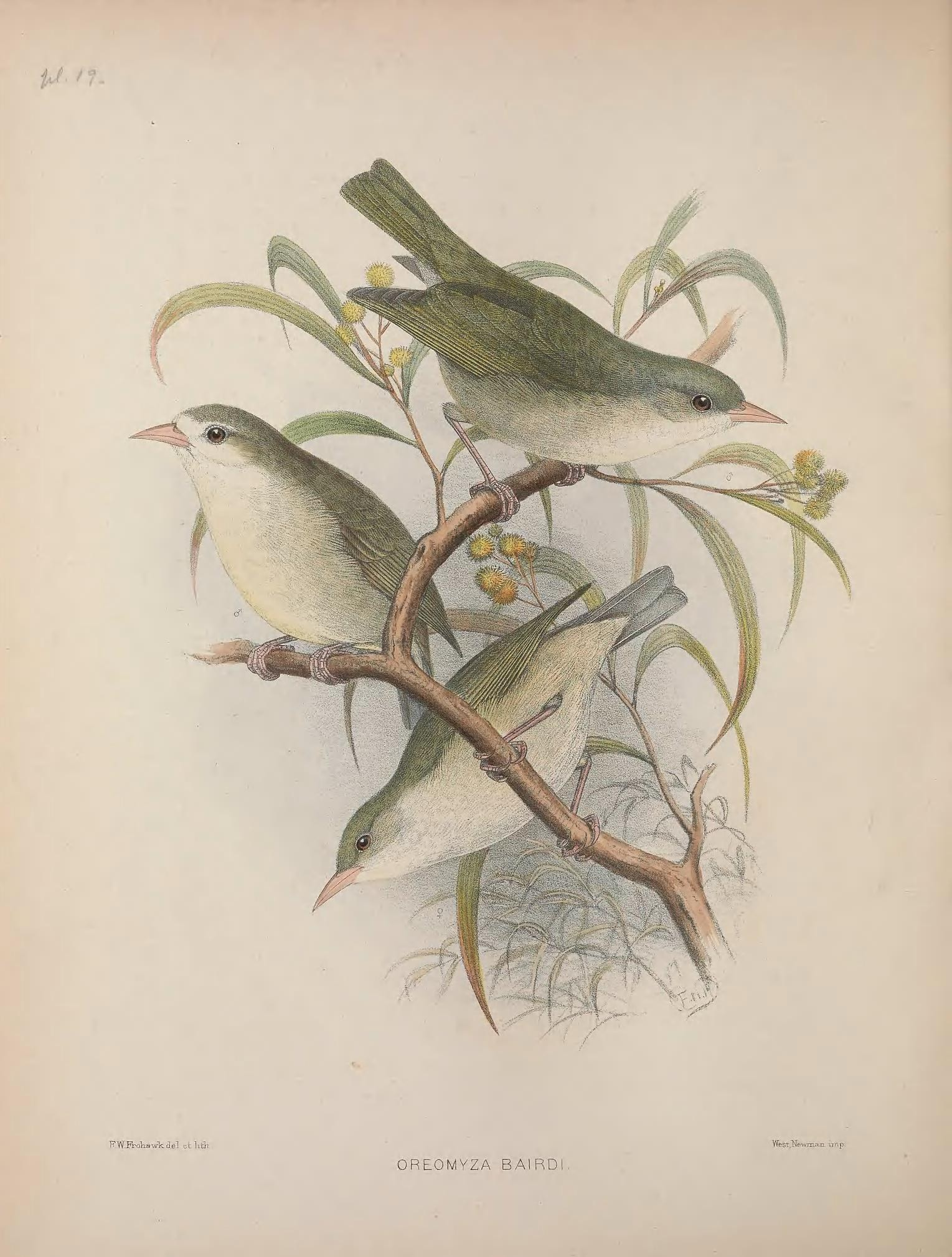
1890年到1899年的繪畫

這個物種僅分佈於的夏威夷群島中的考艾島上，主要在當地的云雾森林中生活，地表常覆蓋著各種蕨類、苔蘚、草本植物和地衣。這個物種原先分佈於島上全境，但受到病媒蚊的影響，這個物種現在僅分佈於海拔600—1600公尺的高地上，且可能並非其最合適的棲息地。

## 習性
考艾管舌鳥是種群居性的鳥類，常以小家庭或多達12隻個體的形式聚集，雖然今日的群體小得多，且會加入其他鳥種的群體內。這個物種主要以樹皮、地衣和苔蘚中的昆蟲、幼蟲和蜘蛛為食，幾乎不食用任何花蜜。其覓食方式類似於鳾科鳥類，牠們會利用其較為細長的鳥喙，以頭部向下的姿勢前進，但這個物種並不使用尾巴支撐。:637這個物種會自活樹和朽木樹皮上尋找小型無脊椎動物食用；且是唯一在考艾島上會自朽木樹幹上挖掘以尋找食物的鳥類。:637
其繁殖季在1月至7月之間，其中3月至6月為高峰。:651目前所發現的野生巢穴皆離地位於8—10公尺高的當地特有樹種多形鐵心木及蒲桃属樹種上，雌鳥會以苔蘚、樹皮、樹枝等材料建造鳥巢，雄鳥則在此期間負責提供食物給雌鳥。:651一個巢裡推估會產兩枚卵；卵呈白色，在鈍端具有較為密集的褐色斑點，而唯一有所報告的卵長23.3公釐、寬18.3公釐。:651卵由雌鳥獨自孵化，孵化期可能為16—18天之間。孵化後的幼鳥由雌鳥餵食，但雙親皆會攜食物回巢，離巢天數則尚不得知。不論第一巢成功與否，這個物種可能會試著在同一繁殖季中建立第二巢。:651-652
考艾管舌鳥的叫聲豐富多變，最具特色的是上揚的「sweet」叫聲，及尖銳的「whit」。幼鳥會隨著親鳥發出一系列尖銳音調：「chi-di-dit、chi-dit、chit-chi-dit」；歌聲則由6至8個音符的顫音組成，起始與結尾音符可能會不同。:651多數叫聲與小夏威夷绿雀或夏威夷懸木雀等其他夏威夷管舌鳥叫聲相似，較難區分。

## 天敵與威脅
當地的猛禽被認為掠食考艾管舌鳥（如已經絕滅的的亞化石中就有發現其殘骸），這也是這個物種成群行動的可能原因之一。這個物種原本所棲息的低地森林已逐漸被作為林業及農業所用，而野化的家畜及外來物種的侵襲進一步加劇了林地的退化，如老鼠會吞食這種鳥類的卵；野豬以及其他有蹄動物則摧毀了當地可築巢的樹木。火災、颶風也曾報導對其數量造成威脅。
除了考艾管舌鳥原先就窄小的棲息地逐漸喪失之外，攜帶鳥類瘧疾及雞痘病毒的蚊子也是一個威脅其生存的因素。夏威夷原先並沒有任何蚊子，但隨著捕鲸船於1826年抵達夏威夷並帶來了這些蚊子之後，這些對蚊媒疾病缺乏抵抗力的鳥類就只能被迫往島上的更高處移動，因為這些蚊子並不能在較寒冷的地方生存。但隨著全球暖化的影響，這些蚊子得以往更高處移動，並進一步壓制了考艾管舌鳥的生存空間。

## 保育情況
1890年代時，這種鳥類相當常見且分佈廣泛；且在1968年至1973年間仍預估約有近7000隻的規模。但此後受到病媒蚊的影響，其數量不斷下降。在2015年時數量預估餘下150—610隻；並在2023年7月時已知野外僅餘5隻；而2024年可能僅剩一隻已知個體。在《國際自然保護聯盟瀕危物種紅色名錄》中，因為數量極少且族群仍在下降，將考艾管舌鳥列為極危物種。
當前圈養個體的繁殖已取得一定成效，2018年時在聖地牙哥動物園內首度有自野外收集的卵孵化而出的父母誕下了卵並孵化為幼鳥。而美國國家公園管理局、夏威夷州政府和考艾森林鳥類復育計劃（Kauaʻi Forest Bird Recovery Project）已聯手執行一項以「鳥類，而非蚊子」（Birds, Not Mosquitoes）為名的復育計劃，以拯救包含考艾管舌鳥在內，對瘧疾沒有抗性的夏威夷管舌鳥族群。這個計劃利用一種稱為昆蟲不相容技術（Incompatible insect technique、IIT）的技術，向外釋放了攜帶含有沃尔巴克氏体的公蚊，帶有該細菌的公蚊與野生雌蚊交配後所產下的卵並無法孵化，並在未來減少蚊子的數量；而當前已經釋出逾1000萬隻公蚊。而島上的其他物種也正開始控制企劃，如囓齒動物自2015年後其數量有所下降。
- 美國瀕危物種名單（US Endangered Species list）列表物種[15]

## 與人類的關係
小行星7613即以這種鳥類的英語名稱為名，這來自於一位印度欽奈的老師為了引起其學生對瀕危動物的興趣，於2015年時致函國際天文學聯合會並獲得了正面回覆促使的。

## 外部連結
- 维基共享资源上的相關多媒體資源：考艾管舌鳥
- 維基物種上的相關：考艾管舌鳥
- Xeno-canto上有关考艾管舌鳥的錄音
- Birds, Not Mosquitoes官方網站 （页面存档备份，存于）（英文）